# Joseph von Maroicic di Madonna del Monte

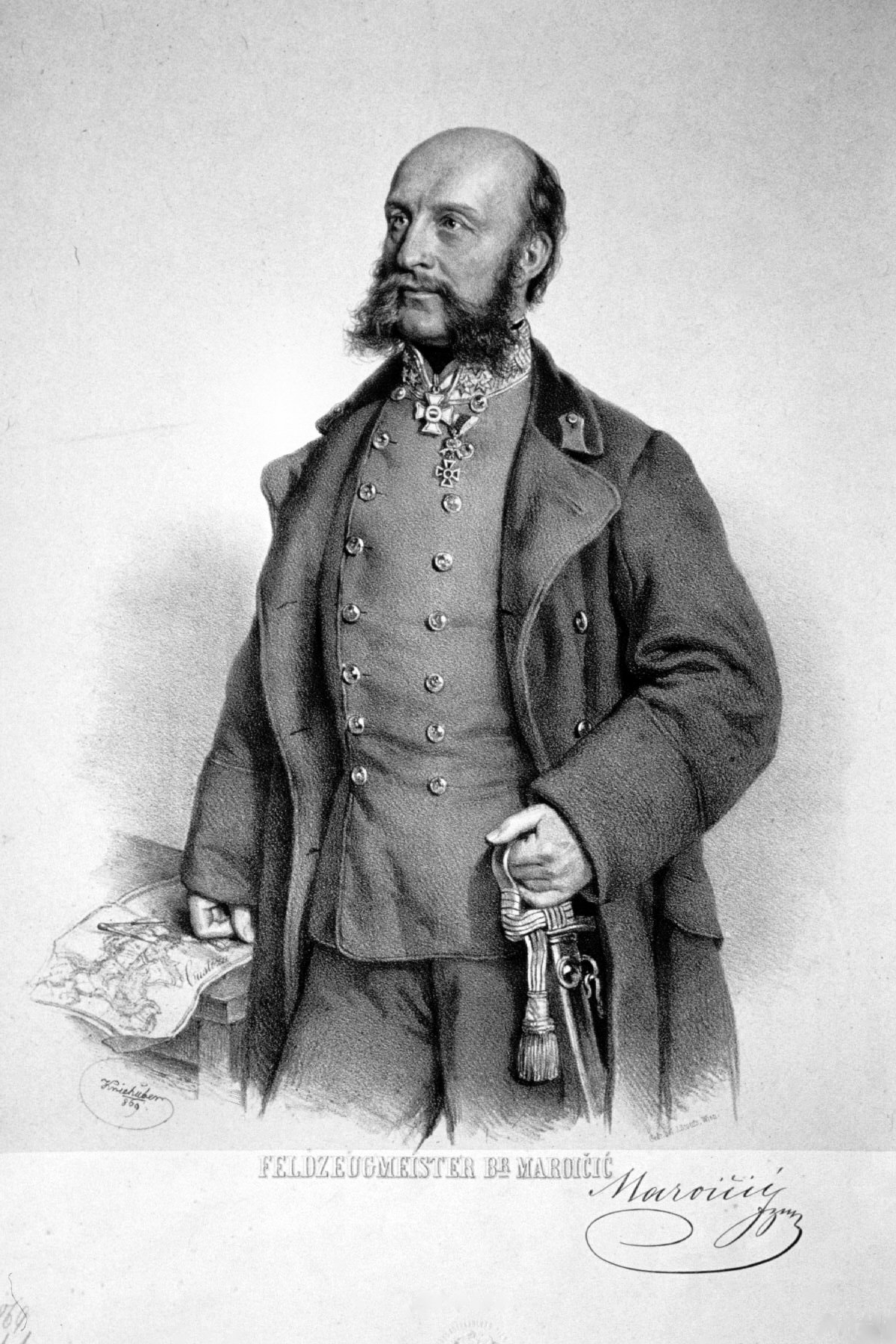
Josef Maroicic Freiherr von Madonna del Monte, Lithographie von Josef Kriehuber, 1869

Joseph Freiherr von Maroicic di Madonna del Monte, kroatisch Maroičić, (* 6. April 1812 in  Oberswidnik, (Oberungarn); † 17. Oktober 1882 Döbling, heute Wien) war ein Adliger kroatischer Herkunft, k. u. k. Geheimer Rat, Offizier (Feldzeugmeister) und Kommandierender General sowie Inhaber des k.u.k. Kärntnerisches Infanterie-Regiment „Graf von Khevenhüller“ Nr. 7. 

## Biographie

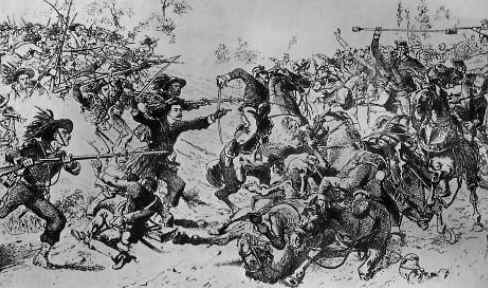
Die Schlacht bei Custozza am 24. Juni 1866

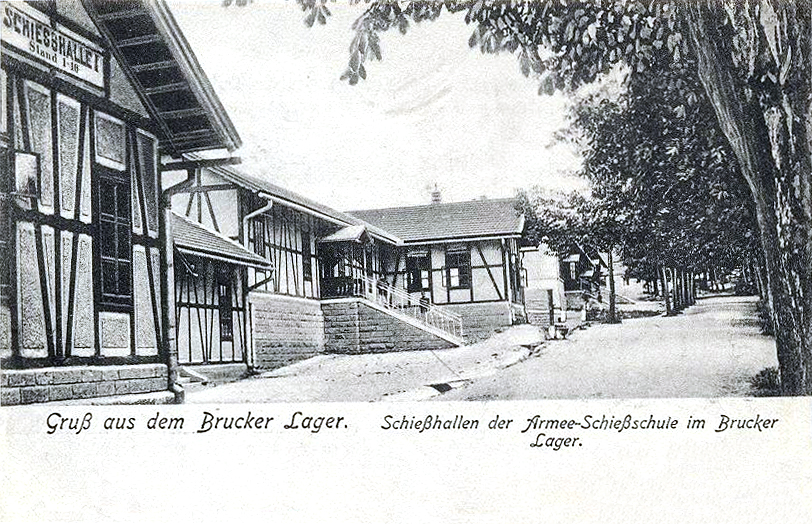
Übungslager zu Bruck an der Leitha vor 1900

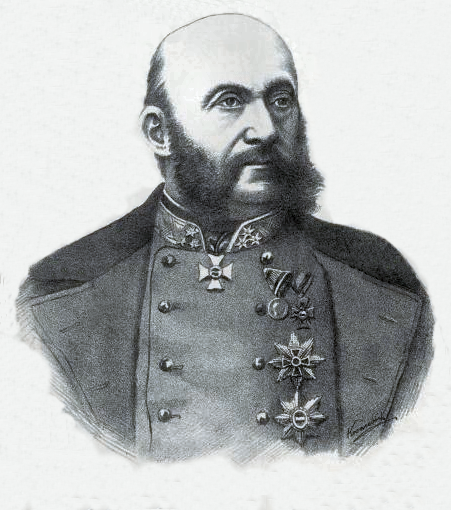
Joseph Freiherr von Maroicic di Madonna del Monte 1868

Der Sohn des am 15. Januar 1830 wegen seiner langen verdienstvollen Dienstzeit geadelten k. k. Majors Georg von Maroicic († 1835) hatte ab dem 21. Oktober 1825 eine Kadettenschule besucht, wurde 1828 Kadett-Feldwebel und 1830 Fähnrich im Infanterieregiment Nr. 60. Am 21. April 1831 war er Leutnant sowie Adjutant eines Bataillons und ab 1834 gleichzeitig in Verwendung im Stab des Generalquartiermeisters. Wegen seiner ansprechenden Leistungen zum Oberleutnant befördert (1. Dezember 1834), wurde er am 17. Juli 1835 Mitglied des Stabes des Generalquartiermeisters und am 29. September 1843 Hauptmann. 
Maroicic nahm während des Krieges in Italien 1848 an mehreren Schlachten als Generalstabsoffizier einer Division teil, wurde am 12. Mai 1848 in den Generalstab des 3. Armeekorps versetzt. Er zeichnete sich dort am 30. Mai 1848 bei der Eroberung von Vicenza insbesondere bei der Einnahme des der Stadt vorgelagerten strategisch wichtigen Hügels, auf dem die Basilika Santuario della Madonna di Monte Berico steht, als Berater in einer Brigade aus. Er avancierte im November 1849 zum Major und Kommandanten des Generalstabes des 3. Armeekorps, wurde zwischenzeitlich am 29. Juli 1849 mit dem Ritterkreuz des Militär-Maria-Theresien-Ordens dekoriert und kurz darauf (Diplom zu Wien, am 19. November 1850) als "Maroicic di Madonna del Monte" in den Freiherrenstand erhoben.
Später wechselte er zusammen mit seinem Vorgesetzten zum 4. Armeekorps als dessen Generalstabschef. Nach den Kämpfen in Italien kam der Freiherr 1849 in Verwendung als Generalstabschef des 1. Armeekorps in Siebenbürgen gegen die ungarischen Revolutionäre, um Ende Juli als Oberstleutnant wieder im Stab des Generalquartiermeisters eingesetzt zu werden.
Mit seiner Ernennung zum Oberst am 8. November 1849 wurde Maroicic Regimentskommandant des Oguliner Grenzregiments Nr. 3 und rückte am 17. Mai 1854 zum Generalmajor und Brigadier beim 6. Armeekorps in Ungarn auf. Er nahm an der Besetzung von Jassy (Iași) und Galați im Fürstentum Moldau teil und ab Januar 1856 wurde er Brigadekommandant in Kaschau. Desgleichen war der Offizier Teilnehmer am Sardinischen Krieg von 1859, wo er mit seiner Brigade zum Entsatz von Triest und Fiume (Rijeka) beitrug, um danach zur Unterstützung der Armee im Podelta eingesetzt zu werden. Nach einem Intermezzo als Brigadier in Komorn wurde er im  Februar 1860 dort Divisionskommandant, kurz darauf, am 30. Dezember 1860, Feldmarschallleutnant und Generalstabsoffizier im 3. Armeekorps, dann am 6. März 1861 wieder Divisionskommandeur, schließlich am 20. November 1862 Inhaber des 7. Linieninfanterieregiments.
Im Krieg gegen Preußen wurde er am 11. Mai 1866 Kommandierender General des 7. Armeekorps der Südarmee gegen Italien. In der Schlacht bei Custozza am 24. Juni 1866 nahm das 7. Korps unter seiner Führung mit 25.000 Mann hinter dem Zentrum vorerst als Armee-Reserve bei Sona und Casazze Stellung, um später anzugreifen. Während des Gefechts rückte das Korps in der Mitte über den Monte Belvedere vor, drängte die feindlichen Truppen unter General Brignone (3. Division) aus Custozza hinaus und warf sie nach Valeggio zurück. Nach der Niederlage der Nordarmee und dem darauf folgenden Rückzug in Italien hielt er die Isonzolinie. Für diese Leistungen wurde er am 26. Juli 1866 mit dem Titel eines Geheimen Rates sowie einen Monat später dem Kommandeurkreuz des Maria-Theresien-Ordens ausgezeichnet.
Nach dem Krieg wurde Maroicic dem Generalkommando in Ofen zugeteilt, im Juni 1867 zum Kommandeur des Übungslagers zu Bruck an der Leitha bestimmt, dann 1868/69 zum Kommandierenden General in Graz und am 22. April 1868 Feldzeugmeister ernannt. Am 27. März 1869 bestellte man den Offizier zum Kommandierenden General in Wien, ein Amt, das er bis zu seiner Pensionierung innehatte. Maroicic trat am 1. Mai 1881 in den Ruhestand. Zuvor war er am 6. April 1881 für seine ausgezeichnete Lebensleistung als Offizier durch ein Allerhöchstes Handschreiben Kaiser Franz Joseph I. sowie dem Großkreuz des Österreichischen Leopold-Ordens geehrt worden.
1882 verstarb er in einer Villa in Oberdöbling, wo er sich wegen eines asthmatischen Leiden zurückgezogen hatte, an einer Ruptur der Aorta. Der Leichnam wurde in der Votivkirche zu Wien eingesegnet und danach in der Familiengruft auf dem Wiener Zentralfriedhof beerdigt.

## Auszeichnungen (Auswahl)
- Ritterkreuz des Militär-Maria-Theresien-Ordens (1848)[11]
- Ritterkreuz des Österreichisch-kaiserlichen Leopold-Ordens (KD.) (30. November 1848)[12]
- Kommandeurkreuz des Militär-Maria-Theresien-Ordens (KD.) (31. August 1866)[13]
- Großkreuz des Österreichischen Leopold-Ordens (6. April 1881)
- Orden der Eisernen Krone 1. Klasse
- Großkreuz des königlich preußischen Roter Adlerordens
- Großkreuz des Mauritius-und-Lazarus-Orden

Die nicht datierten Ehrenzeichen wurden im Nachruf auf den Freiherren in der Wiener Zeitung vom 18. Oktober 1882, S. 4, aufgeführt.